# De maanaanbidder
De maanaanbidder is een hoorspel van André Kuyten. De NCRV zond het uit op maandag 29 mei 1967. De regisseur was Johan Wolder. De uitzending duurde 41 minuten.

## Rolbezetting
- Ton Lensink (Anthony Mortimer)
- Hein Boele (Ryan Kent)
- Maria de Booy (zuster Marian)
- Will van Selst (Dr. Heckman)
- Tim Beekman (broeder Herbert)
- Wim Kouwenhoven (Nigel)
- Cees van Ooyen (Fond)
- Tine Medema (Mama)
- Joke Hagelen (Petra)
- Donald de Marcas (O'Hara)

## Inhoud
Dit is een uiterst suggestief hoorspel. Anthony Mortimer is filmregisseur, bezeten van een op het eerste gezicht bruikbaar idee voor een nieuwe speelfilm. Met zijn vriend en assistent Ryan Kent bezoekt hij een inrichting voor geestelijk gestoorden. Enthousiast over het melkwitte maanlicht in de kamers van het huis besluit hij daar een nieuwe film te maken. Het hoorspel is suggestief omdat de overgang van werkelijkheid naar illusie vanaf het begin nauwelijks waarneembaar is. Mortimer beweegt zich in een wereld waarvan de schijn pas langzaam duidelijk wordt. De elementen die de auteur daarvoor gebruikt zijn werkelijk en onwezenlijk tegelijk: het eerste omdat zij direct aansluiten bij het normale leven dat Mortimer vroeger heeft geleid, het tweede omdat zij afkomstig zijn van een geestelijk zieke man. Beide elementen worden in een strak kader gehouden door Mortimers beroep: de nieuwe film die hij letterlijk in zijn hoofd heeft, vormt het hele spel door het bindmiddel tussen de zin en de waanzin. Ten slotte speelt Mortimer in zijn nieuwe film zelf zonder het te weten de ietwat trieste hoofdrol…